# 瀬地山角
瀬地山 角（せちやま かく、1963年9月30日- ）は、日本の社会学者。専門はジェンダー論。現在、東京大学大学院総合文化研究科教授。奈良県出身。
京都大学名誉教授・元経済学部長で鹿児島国際大学学長の瀬地山敏の息子。韓国人と結婚し、米国留学中に出産に立会い、その記録を『中央公論』に掲載した。
ジェンダー論を実践しており、離婚前から現在も長女と長男を育児し、NPO法人の理事として東京大学内の保育所を経営する。講演で47都道府県を子連れで回った。

## 学歴
- 1982年3月 - 東大寺学園高校卒業[3]
- 1982年4月 - 東京大学教養学部文科二類入学
- 1986年3月 - 東京大学教養学部教養学科相関社会科学分科卒業
- 1988年3月 - 東京大学大学院総合文化研究科相関社会科学専攻修士課程修了
- 1993年3月 - 東京大学大学院総合文化研究科相関社会科学専攻博士課程単位取得退学
- 1997年3月 - 「家父長制の比較社会学 : 東アジアを中心に」で東京大学大学院総合文化研究科博士号（博士（学術））取得[4]。

## 職歴
- 1991年4月 - 日本学術振興会特別研究員 (DC)
- 1993年4月 - 北海道大学文学部行動科学科助手
- 1994年4月 - 東京大学教養学部助教授（中国語）
- 1996年4月 - 東京大学大学院総合文化研究科助教授
- 2000年8月 - ハーバード燕京研究所客員研究員
- 2007年4月 - 東京大学大学院総合文化研究科准教授
- 2009年8月 - 東京大学大学院総合文化研究科教授

## 主張・逸話
- 選択的夫婦別姓制度に賛同する。「『瀬地山』」姓は珍しく、日本中に30人ほどで、結婚でこの姓を失うのはアイデンティティを奪われる耐えがたいこと。逆に相手に自分の姓を要求することは決してできない」と述べる[5]。
- 姫野カオルコの『彼女は頭が悪いから』という、東大生による性暴力事件を描いた小説について、東京大学駒場キャンパスで開かれた姫野を招いたシンポジウムで、学生の意見と前置きした上で『彼女は頭が悪いから』の「三鷹寮が広い」「理Ⅰに入ったら女子カードが2枚くる」などの記述に「ふざけるな」「想像を絶する」「理Ⅰの9割キレると思う」「この本が東大生に対する教育に使えるとは思えなかったというのがゼミでの話でした」などと語り、東大生の描き方が一面的だとして不快感を表明した。それを受け姫野は控室での挨拶の段階から瀬地山が不機嫌であったことを明かし、シンポジウムの檀上で痛み止めの薬を服用するに至った[6]。瀬地山によれば、『彼女は頭が悪いから』におけるリアリティーの欠落により、本書が「関係ない話」として当の学生に片付けられ、東大生の性犯罪防止に十分な効果を発揮しないことを危惧しての発言だという[7]。瀬地山は、様々な部局に働きかけ、2019年度から新入生ガイダンスにて、性的同意や性差別、女子学生比率の話題などを扱った講話を行うなどの活動を行なっているが、効果は限られており、大学組織そのものの変動が必要なこと、しかしそれは難しいことを述べている[8]。
- 瀬地山と異なる意見をコメントシートに書いたという学生が「『頭がおかしいから精神科に行ったほうがいい』とか冗談ぽく言い放った」と発言され傷ついた旨を述べたツイートに対し、2020年4月13日の講義内で証拠がないことや、損害賠償責任にも言及するなど告発に対する圧力ともとれる発言を行い「セクハラ・アカハラ発言は一発アウトにならない」との見解を示した。またその際、当該ツイートを行った学生の誤字に言及し揚げ足を取った[9][10][リンク切れ]。
- テレビ放送における性的な番組について「『見たい人の自由』と『見たくない人の自由』を両立させるにはすみ分ける必要があり、公共の場では『見たくない人の自由』を優先するべき」との主張を行い、ネット配信により放送時間によるすみ分けが難しくなっていることを指摘した[11]。これに対し弁護士の平裕介は「両立」になっていないこと、また、あらゆる表現内容について「見たい人」と「見たくない人」おり、後者を優先すると「公共の場」では誰も表現できなくなると瀬地山の主張を批判した[12]。同じく弁護士の山口貴士は「見たくない人の自由を優先すると、公共の場の表現は一番神経質／クレーマー気質な人の基準に合わせることになる」とし、瀬地山に対し「表現の自由を殺す気か」と批判した[13]。
- 2024年9月4日放送のABEMA Primeに出演し、牛角の女性限定半額キャンペーンに関し共演者のひろゆきから「受忍できるのであれば多少の差別はOKか」と問われ、それを肯定した後「この程度の違いは受忍すべき違いに過ぎない」との見解を示した。これに対しひろゆきは後日X（旧Twitter）上で「『2000円ぐらいの差別なら増えても良い。』なんて講義で給料を貰ってるなら、差別を増やすことで金稼いでる人」との批判を行った[14][15][16]。「男性は下駄を履いていることに気づいていない」と自論を展開していたが、世論からは「自身が親が教授であるという下駄を履いていることに気づいていない」と皮肉を言われてしまった。

## 著書

### 単著
- 『東アジアの家父長制－ジェンダーの比較社会学』（勁草書房、1996年）
- 『お笑いジェンダー論』（勁草書房、2001年）
- 『炎上CMからよみとくジェンダー論』（光文社新書、2020年）

### 共著
- 『理系男子の"恋愛"トリセツ』高世えり子漫画 晶文社 2015